# تقاطع (فیلم ۲۰۲۴)
تقاطع (انگلیسی: Junction) یک فیلم دلهره‌آور آمریکایی محصول سال ۲۰۲۴ به نویسندگی و کارگردانی برایان گرینبرگ با بازی گرینبرگ، رایان اگولد، جیمی چانگ، سوفیا بوش و گریفین دان است. این اولین کار کارگردانی بلند گرینبرگ می‌باشد.
این فیلم به بحران استفاده از مواد افیونی در آمریکا پرداخته و چگونگی وقوع این اتفاق را از سه دیدگاه مختلف، مدیرعامل یک شرکت داروسازی، پزشک و یک فرد معتاد، مورد بررسی قرار می‌دهد و…

## انتشار فیلم
در ژانویه ۲۰۲۴، اعلام شد که حقوق پخش ایالات متحده را برای این فیلم به دست آورده شده، که در ابتدا قرار بود در ۲۴ ژانویه ۲۰۲۴ در سینماها و در ویدئو به‌درخواست منتشر شود. تاریخ انتشار به ۲۶ ژانویه ۲۰۲۴ تغییر یافت.